# 乞食大将
『乞食大将』（こじきだいしょう）は、戦国武将後藤又兵衛を題材にした大佛次郎の歴史小説。
1944年10月25日から1945年3月6日にかけて『朝日新聞』で連載されたが、用紙不足のため中絶し、戦後になって『新太陽』1945年12月号、『モダン日本』1946年1・2月合併号、3月号に掲載されて完結した。1947年に苦楽社から書籍として出版され、1987年に『乞食大将 後藤又兵衛』と改題して徳間書店から文庫化された。
大映により2度映画化され、テレビドラマ化も1度されている。

## 映画

### 1952年版
1945年に製作されながら、『虎の尾を踏む男達』同様GHQ政策により上映を禁じられ、1952年にようやく公開された。藤野秀夫の遺作となった。

#### スタッフ
- 監督 : 松田定次
- 脚本 : 八尋不二
- 音楽 : 白木義信

#### キャスト
- 市川右太衛門 : 後藤又兵衛
- 藤野秀夫 : 徳川家康
- 中村芳子 : 鶴姫
- 月形龍之介 : 黒田甲斐守長政
- 羅門光三郎 : 宇都宮鎮房
- 嵐徳三郎 : 本多正信
- 荒木忍 : 夜須平四郎
- 香川良介 : 福島丹波
- 葛木香一 : 明石全登
- 小川隆 : 黒田惣兵衛
- 見明凡太朗 : 堤西堂
- 南部彰三 : 馬蔵
- 澤村マサヒコ : 花若
- 原聖四郎 : 野村太郎兵衛
- 水野浩 : 牢番の老人
- 津島慶一郎 : 朝倉嘉兵衛
- 島田照夫 : 朝末
- 常盤操子 : 菊の井
- 横山文彦 : 蒲池弥惣
- 葉山富之輔 : 母里太兵衛
- 大河原左雁次 : 松村彦右衛門
- 藤川準 : 堀五郎太
- 興津光 : 篠隅助之亟
- 小池柳星 : 長者丸弥七

### 1964年版
1964年11月28日公開。勝新太郎と若山富三郎が兄弟共演を果たした。

#### スタッフ
- 監督 : 田中徳三
- 脚本 : 八尋不二
- 音楽 : 伊福部昭
- 美術 : 内藤昭

#### キャスト
- 勝新太郎 : 後藤又兵衛
- 藤由紀子 : 鶴姫
- 藤巻潤 : 黒田長政
- 若山富三郎 : 宇都宮鎮房
- 田村正和 : 花若（後に朝末）
- 丸井太郎 : 馬蔵
- 五味龍太郎 : 蒲池弥惣
- 島田竜三 : 池田輝政
- 石黒達也 : 黒田惣兵衛
- 清水将夫 : 徳川家康
- 水原浩一 : 朝倉嘉兵衛
- 富田仲次郎 : 福島正則
- 杉田康 : 弥助
- 北城寿太郎 : 夜須平四郎
- 藤山浩二 : 堀五郎左衛門
- 荒木忍 : 揚西堂
- 杉山昌三九 : 本多正信
- 香川良介 : 福島丹波
- 玉置一恵 : 母里太兵衛

## テレビドラマ
日本テレビで1959年11月20日から1960年1月29日に放送された。全11回。
出演
- 富田浩太郎
- 高峰竜三
- 佐々木孝丸
- 冬木京三
- 浅香春彦
- 高友子
- 竜崎一郎
- 高島敏郎
- 野上千鶴子
- 市川子団次

脚色
- 西川清之